# Bonab
Bonab (persisch بناب) ist eine Stadt in der Provinz Ost-Aserbaidschan im Nordwesten des Iran. Im Jahr 2006 hatte Bonab 75.332 Einwohner.

## Verkehr
Die Stadt liegt an der Bahnstrecke Teheran–Täbris.

## Einzelnachweise

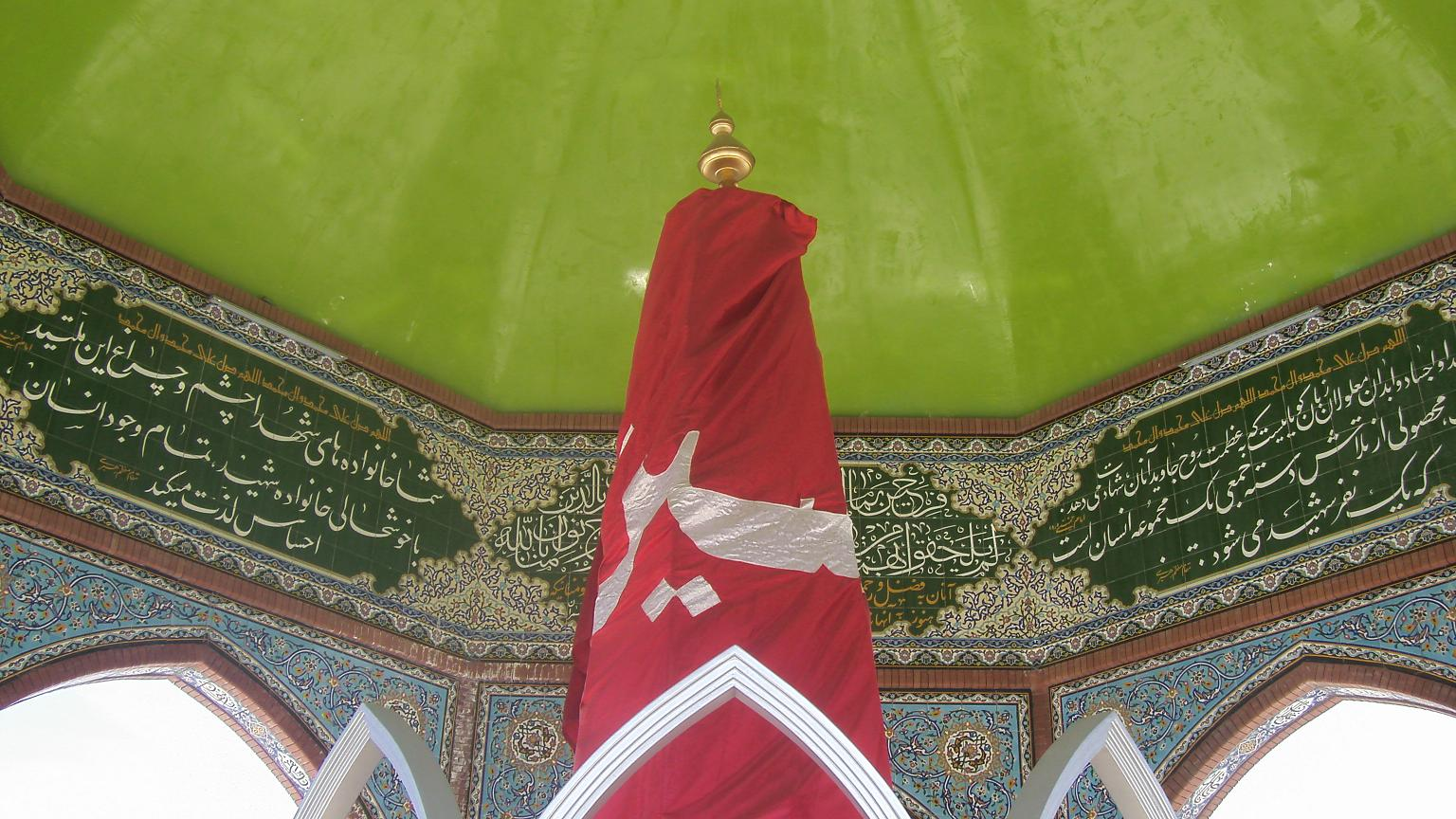
Yademan-e-shohada-tower